# 6545 Leitus
6545 Leitus è un asteroide troiano di Giove del campo greco. Scoperto nel 1986, presenta un'orbita caratterizzata da un semiasse maggiore pari a 5,1557331 au e da un'eccentricità di 0,0517845, inclinata di 11,98541° rispetto all'eclittica.
L'asteroide è dedicato a Leito, unico condottiero beota sopravvissuto alla guerra di Troia.